# Олаф Ольсен
Олаф Гейманн Ольсен (дан. Olaf Heymann Olsen; 7 червня 1928, Копенгаген, Данія — 17 листопада 2016, Алро, Данія) — данський археолог й історик, який працював в основному в галузі археології середньовіччя та епохи вікінгів. Був директором Національного музею Данії та Данської національної археологічної ради у 1981—1995 роках.

## Біографія
Олаф Ольсен народився у Копенгагені у сім'ї Альберта Ольсена (1890—1949) та Агнет Е. Бінг (1905-90). Став студентом у 1946 році, здобув ступінь магістра історії та географії у 1953 році. У 1966 році він здобув ступінь доктора філософії у Копенгагенському університеті. Олаф Олсен став асистентом Національного музею Данії у Копенгагені у 1950 році, а вже у 1958 році його завідувачем. У 1971 році його призначили професором середньовічної археології в Орхуському університеті. У 1981році він став директором Національного музею й Управління культурної спадщини.
У 1962—1979 роках він в основному займався дослідженнями круглих замків епохи вікінгів. Проводив численні археологічні розкопки у Данії, Норвегії й Англії. Ольсен провів велику кількість розкопок середньовічних скандинавських церков і став одним із перших у відкритті стародавніх кораблів Скулделєв.
Олаф Ольсен також був головним редактором енциклопедії данської історії у 16 томах «Gyldendal og Politikens Danmarkshistorie» у 1988—1991 роках і головував у Науковій раді Великої Данської Енциклопедії (дан. Den Store Danske Encyklopædi). Він отримав премію Розенк'єра (Rosenkjr-Prisen) у 1991 році та медаль Ingenio et Arti у 1992 році.

## Співробітництво з СРСР
Під час холодної війни у 1947 році, коли Олаф Ольсен був ще студентом (на той час йому виповнився 21 рік), він склав і передав до посольства СРСР у Копенгагені список із 500 імен видатних данських учених і діячів культури та мистецтва. Крім того, 75 імен він супроводжував короткою біографією із зазначенням політичних поглядів цих людей. Завдяки роботі данської розвідки у 1951 році поліція дізналася про цей факт, але справа не дійшла до суду. Про цей інцидент громадськості стало відомо у 2012 році, у зв'язку з чим Ольсен висловив жаль щодо свого вчинку.
За словами історика Бента Єнсена, Олаф Ольсен у 1949 році написав у данському журналі «Sovjet i Dag» статтю під назвою «Чи є переслідування євреїв у Радянському Союзі?». У цій статті він відповів на це запитання негативно: «Звичайно ж у Радянському Союзі немає переслідувань євреїв. Будь-хто, хто має хоч найменше уявлення про комуністичну теорію та радянську національну політику, зрозуміє, що будь-яка форма расової дискримінації зовсім немислима в Радянському Союзі». Він також писав, що у СРСР радянські євреї «були вільнішими, ніж євреї у будь-якій іншій країні».

## Особисте життя
Був одружений двічі. Перша дружина Єн Денністоун Свор, яка стала матір'ю його єдиної дитини Мортена Ольсена. Вдруге одружився у 1971 році з істориком Рікке Агнете. Шлюб тривав до його смерті.

## Публікації
- Olaf Olsen: Hørg, Hov og Kirke. Historiske og arkæologiske vikingetidsstudier ; GEC Gad, København 1966
- Olaf Olsen, Ole Grumlin-Pedersen: Fem vikingeskibe fra Roskilde Fjord ; Vikingeskibshallen i Roskilde 1969
- Olaf Olsen: I Jacob Madsens fodspor. Biskop CT Engelstofts fynske kirkebeskrivelser ; Odense Universitetsforlag 1970
- Olaf Olsen: Christian IVs tugt-og børnehus (Anden forøgede udgave); Wormianum, Århus 1978
- Olaf Olsen: Tanker i tusindåret ; Skalk, 1980. № 3, с. 18-26
- Olaf Olsen: Da Danmark blev til ; Fremad, 1999
- Olaf Olsen: Mit laned — et liv i arkæologiens og historiens tjeneste. Wormianum; Højbjerg 2017 року.

## Премії та нагороди
- 1966 — Почесна премія фонду ім. Готліба Ернста Клаузена Гада (дан. G.E.C. Gads Fonds Hæderspris)
- 1991 — Премія Розенк'єра (дан. Rosenkjærprisen)
- 1992 — Почесна премія фонду ім. Готліба Ернста Клаузена Гада (дан. G.E.C. Gads Fonds Hæderspris)
- 1992 — Медаль Ingenio et Arti
- 1998 — Королівська медаль Відплати (дан. Den Kongelige Belønningsmedalje)
- 2003 — Медаль археологічного фонду королеви Маргрете II (дан. Dronning Margrethe II's Arkæologiske Fonds Medalje)
- 2014 — Премія Фонду фундаментальних досліджень ім. Рагна Раск-Нільсенса (дан. Ragna Rask-Nielsens Grundforskningsfonds pris)